# Laramídia
Laramídia va ser anomenada per J. David Archibald l'any 1996 per a descriure un continent illa que va existir durant el Cretaci superior, quan el mar Niobrarà va separar el continent d'Amèrica del Nord en dos. Van existir dues masses de terra: la de l'est s'anomena Apalàtxia; Laramídia és el nom donat a la massa terrestre de l'oest. Donat que les dues masses terrestres van estar separades geogràficament, la fauna de cadascuna d'elles era diferent. Per exemple, els cuirassats nodosaures eren relativament abundants a Apalatxia. Tanmateix, a Laramídia, només s'han trobat algunes formes rares i especialitzades, com Edmontonia i Panoplosaurus.
Laramídia anava de l'actual Alaska fins a Mèxic. És molt rica en fòssils de dinosaure, fet que suggereix que l'oest americà era l'hàbitat d'una de les faunes de dinosaure més diverses d'arreu del món. Tiranosaures, dromeosàurids, troodòntids, hadrosaures, ceratops (incloent el cosmoceratop i el utahceratop), paquicefalosaures, i sauròpodes titanosaures eren alguns dels grups de dinosaures que van viure en aquesta massa terrestre. S'han trobat fòssils de dinosaure a la regió d'Alberta a Nou Mèxic.